# Гіппомен

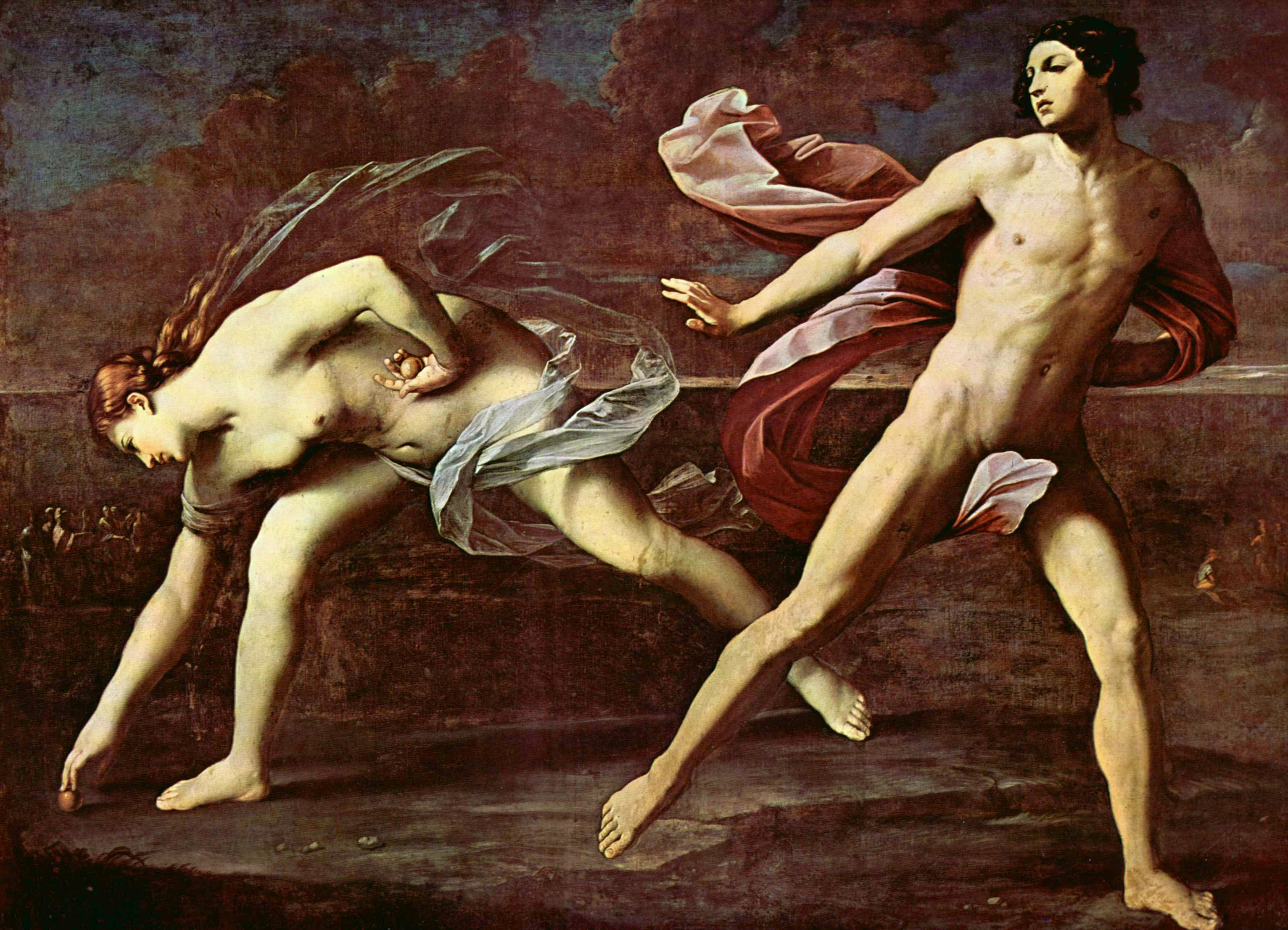
Аталанта і Гіппомен, Гвідо Рені

Гіппомен (грец. Ιππομένης) — за беотійським переказом, який використав Овідій, — чоловік Аталанти. Як і Аталанта, був обернений у лева;
Гіппомен — четвертий з десятилітніх афінських архонтів з роду Мелантідів. Зберігся переказ про його жорстокість; тому про жорстоких людей казали, що вони лютіші від Гіппомена.